# Pablo Bregense
Pablo Bregense (Sena Madureira),  é um político brasileiro, filiado ao PSD. Nas eleições de 2022, foi eleito deputado estadual pelo AC.